# Adrienne von Speyr

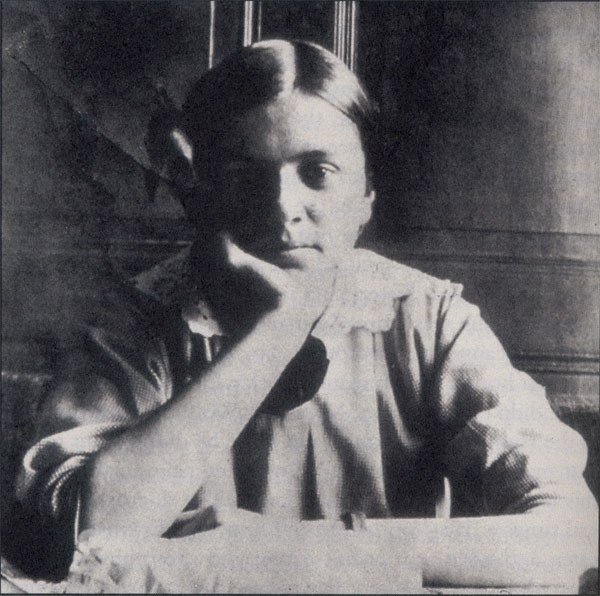
Adrienne von Speyr (1918)

Adrienne von Speyr (* 20. September 1902 in La Chaux-de-Fonds; † 17. September 1967 in Basel) war eine Schweizer Ärztin, Mystikerin und geistliche Schriftstellerin.

## Leben

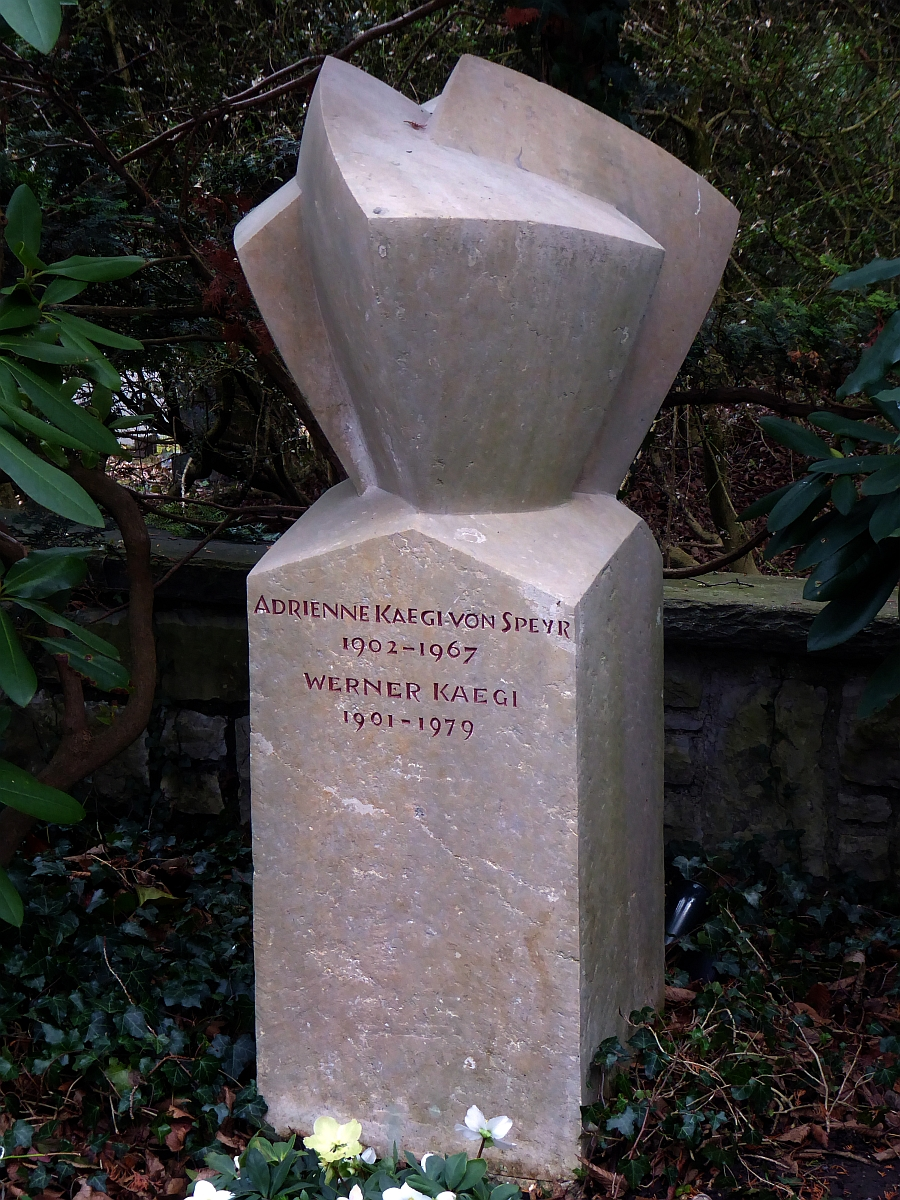
Grab, Friedhof am Hörnli

Von Speyrs Eltern waren Theodor von Speyr-Girard (1868–1918), Dr. med., Augenarzt, und Laure Adele von Speyr-Girard (1877–1956). Sie war das zweite von vier Kindern. Entgegen dem Wunsch der Mutter besuchte sie die Sekundarschule und das Gymnasium in Basel, wo sie auch Recht und Medizin studierte. In erster Ehe war sie seit 1927 mit dem verwitweten Historiker Emil Dürr (1883–1934) verheiratet, der zwei Kinder in die Ehe brachte und bereits 1934 durch einen Unfall starb. Franz Merke begleitete sie während ihrer Trauerzeit. 1935 heiratete sie Werner Kaegi.
Aus einer evangelischen Familie stammend, sehnte sie sich von jung an nach persönlicherer, tieferer Glaubenserfahrung, besuchte als Jugendliche unter anderem die Heilsarmee, konvertierte schliesslich zum Katholizismus und wurde am 1. November 1940 von Hans Urs von Balthasar sub conditione getauft. Später gründete sie mit ihm die Johannesgemeinschaft. Von Balthasars theologisches Werk prägte sie nach 1940 entscheidend mit.
Adrienne von Speyr machte viele mystische Erfahrungen im Gebet und in der Kontemplation, worin sie auch Eindrücke und Botschaften empfing. Sie diktierte die meisten ihrer 62 Werke; ihre Diktate wurden anschließend von Hans Urs von Balthasar für die Publikation bearbeitet. Alle Schriften Adrienne von Speyrs sind im Johannes Verlag Einsiedeln erschienen, der später nach Freiburg im Breisgau umzog. Neben zahlreichen Bibelkommentaren, u. a. einer vierbändigen Betrachtung zum Johannes-Evangelium, und Werken zu theologischen und spirituellen Fragen, liegt das im engeren Sinne mystische Werk in den sog. Nachlassbänden vor.
Nach längerer Krankheit mit Erblindung und Leiden starb sie am 17. September 1967 und wurde drei Tage später auf dem Friedhof am Hörnli beigesetzt.

## Werke (Auswahl)
- Die Bergpredigt. Betrachtungen über Matthäus 5–7, Johannes Verlag, Einsiedeln 1948.
- Die Welt des Gebetes, Johannes Verlag, Einsiedeln und Freiburg 1951.
- Das Licht und die Bilder: Elemente der Kontemplation, Freiburg: Johannes Verlag Einsiedeln und Freiburg 1955.
- Christlicher Stand, Johannes Verlag Einsiedeln und Freiburg 1956.
- Passion nach Matthäus, Johannes Verlag, Einsiedeln 1957.
- Apokalypse. Betrachtungen über die geheime Offenbarung, Johannes Verlag, Einsiedeln 1950 und 1977.
- Johannes, Kommentar zum Johannesevangelium, 4 Bände, Johannes Verlag, Einsiedeln 1949.
- Korinther I, Johannes Verlag, Einsiedeln 1956.
- Der Kolosserbrief, Johannes Verlag, Einsiedeln und Freiburg 1957.
- Der Jakobusbrief. Die Petrusbriefe. Die Johannesbriefe, Vol. 1 und 2 der Katholischen Briefe, Johannes Verlag, Einsiedeln und Freiburg 1961.
- Die Magd des Herrn: Ein Marienbuch, Johannes Verlag, Einsiedeln und Freiburg 1969.
- Markus. Betrachtungspunkte für eine Gemeinschaft, Johannes Verlag, Einsiedeln und Freiburg 1971.
- Die Beichte, Johannes Verlag, Einsiedeln und Freiburg 1982.
- Der Epheserbrief (Neuauflage von Kinder des Lichtes), Johannes Verlag, Einsiedeln und Freiburg 1983.
- Aus meinem Leben: Fragment einer Selbstbiographie, Johannes Verlag Einsiedeln und Freiburg 1984. 
  - Fragments autobiographiques, Dessain et Tolra, Paris 1978.